# Ilja Nikulin
Ilja Vladimirovitj Nikulin (ryska: Илья Владимирович Никулин), född 12 mars 1982 i Moskva, Ryska SFSR, Sovjetunionen, är en rysk professionell ishockeyback som för närvarande spelar för Ak Bars Kazan i  Kontinental Hockey League (KHL). Nikulin har vunnit Gagarin Cup två gånger, representerat ryska landslaget i närmare 400 matcher och är trefaldig världsmästare i ishockey.

## Klubbkarriär
Ilja Nikulin började sin karriär som juniorspelare i HK Dynamo Moskvas juniorlag samt i THK Tver i ryska juniorligan. Nikulin draftades som nummer 31 i 2000 års NHL draft av Atlanta Thrashers, ett lag Nikulin ännu dock inte spelat för. I stället blev han kvar i Dynamo Moskva, nu som seniorspelare. Efter säsongen 2004/2005 blev han rysk mästare för första gången. 
Säsongen 2005/2006 skrev Nikulin kontrakt med Ak Bars Kazan och med dem vann han sitt andra ryska mästerskap. Säsongen därefter var Ak Bars Kazan åter i final men föll mot HC Metallurg Magnitogorsk. Dock vann laget i europeiska klubbmästerskapet i ishockey mot HPK med hela 6 - 0. Ak Bars Kazan vann IIHF Continental Cup 2007/2008 och Nikulin utsågs till turneringens bästa back.
KHL starade säsongen 2008/2009 och i denna primärsäsong gjorde Ilja Nikulin 43 poäng, varav 9 mål, på 70 matcher. Ak Bars Kazan vann den första upplagan av Gagarin Cup och Ilja Nikulin hade +13 i plus/minus-statistik. Detta gjorde bland annat att Nikulin utsågs till det första All Star laget i KHL. Även 2010 vann Ak Bars Kazan Gagarin Cup och Nikulin utsågs till Most Valuable Player i slutspelet.
Ilja Nikulin har blivit uttagen till KHL:s All Star lag sedan starten, från 2009 till 2013.

## Internationellt
Ilja Nikulin spelade i JVM i ishockey med Ryssland 1999 och 2000. Nikulin har spelat i VM som senior 2008, 2009, 2010, 2011, 2012 och 2013, vilket resulterat i tre guld och ett silver. 2012 blev Ilja Nilkulin uttagen i VM:s All Star lag. Nikulin deltog i OS 2010 med Ryska landslaget, som dock förlorade mot Kanada i kvartsfinal.

## Meriter[1]
| - 2005 Rysk mästare med HK Dynamo Moskva - 2006 Rysk mästare med Ak Bars Kazan - 2007 Rysk mästare med Ak Bars Kazan - 2007 IIHF European Champions Cup-vinst med Ak Bars Kazan - 2007 All-Star-Team i IIHF European Champions Cup - 2008 IIHF Continental Cup-vinst med Ak Bars Kasan - 2008 bästa back i IIHF Continental Cup - 2008 KHL-Månadens spelare i oktober - 2009 KHL All-Star Game - 2009 KHL-Månadens spelare i mars | - 2009 Gagarin-Cup-vinst Ak Bars Kasan - 2009 KHL All-Star Team - 2009 Bästa Plus/minus-statistik i KHL-slutspel - 2010 KHL All-Star Game - 2010 KHL-Månadens spelare i april - 2010 Gagarin-Cup-vinst med Ak Bars Kasan - 2010 MVP-spelare i slutspelet i KHL - 2011 KHL All-Star Game - 2012 KHL All-Star Game - 2013 KHL All-Star Game |

### Internationellt[1]
| - 2000 Silvermedalj i U18-VM i ishockey - 2007 Bronsmedalj i VM - 2008 Guldmedalj i VM - 2009 Guldmedalj i VM | - 2010 Silvermedalj i VM - 2012 Guldmedalj i VM - 2012 All-Star-Team i VM |